# Turniej o Koronę Bolesława Chrobrego – Pierwszego Króla Polski 2018
Turniej o Koronę Bolesława Chrobrego – Pierwszego Króla Polski 2018 – 10. edycja turnieju żużlowego, która odbyła się 28 września 2018 roku w Gnieźnie. Pierwsza część zawodów odbyła się w formie drużynowej, a po jej zakończeniu odbył się bieg ku pamięci zmarłych gnieźnieńskich żużlowców, a także półfinały, do których awansowało ośmiu zawodników z najlepszymi indywidualnymi wynikami oraz finał, w którym wygrał Maciej Janowski.

## Wyniki
- Gniezno, 28 września 2018[2]
- Frekwencja: 5500 widzów[3]
- NCD: Artiom Łaguta – 64,76 w wyścigu 5
- Sędzia: Remigiusz Substyk

| Msc | | Drużyna / Zawodnik                                   | Biegi              | Punkty |
| --- | --- | ---------------------------------------------------- | ------------------ | ------ |
| 1   | | Drużyna Siemomysła                                   | Drużyna Siemomysła | 40     |
| 1   | (13) Jason Doyle (14) Andriej Kudriaszow (15) Maciej Janowski (16) Kai Huckenbeck (20) Damian Stalkowski        | (0,2,3,2,3) (3,0,3,2,1) (3,3,2,3,2) (1,0,2,2,3) (ns) | 10 9 13 8 0        |        |
| 2   | | Drużyna Bolesława                                    | Drużyna Bolesława  | 29     |
| 2   | (5) Oskar Fajfer (6) Przemysław Pawlicki (7) Nicki Pedersen (8) Greg Hancock (18) Norbert Krakowiak             | (2,0,1,0,0) (1,2,1,1,1) (2,3,2,1,3) (0,3,2,3,1) (ns) | 3 6 11 9 0         |        |
| 3   | | Drużyna Lestka                                       | Drużyna Lestka     | 26     |
| 3   | (9) Artiom Łaguta (10) Antonio Lindbäck (11) Mikkel Michelsen (12) Linus Sundström (19) Maksymilian Bogdanowicz | (2,3,0,3,3) (3,1,1,3,0) (2,1,0,2,0) (0,0,0,0,2) (ns) | 11 8 5 2 0         |        |
| 4   | | Drużyna Mieszka                                      | Drużyna Mieszka    | 25     |
| 4   | (1) Adrian Gała (2) Jurica Pavlic (3) Oliver Berntzon (4) Marcin Nowak (5) Michał Lewandowski                   | (0,2,3,1,2) (1,1,3,0,2) (3,2,1,1,0) (1,1,0,0,1) (ns) | 8 7 3 0            |        |

Bieg po biegu
1. [67,20] Kudriaszow, Fajfer, Nowak, Sundström
2. [67,07] Berntzon, Michelsen, Pawlicki, Doyle
3. [64,94] Janowski, Łaguta, Pavlic, Hancock
4. [65,88] Lindbäck, Pedersen, Huckenbeck, Gała
5. [64,76] Łaguta, Pawlicki, Nowak, Huckenbeck
6. [65,68] Janowski, Berntzon, Lindbäck, Fajfer
7. [65,96] Pedersen, Doyle, Pavlic, Sundström
8. [66,23] Hancock, Gała, Michelsen, Kudriaszow
9. [65,60] Doyle, Hancock, Lindbäck, Nowak
10. [66,16] Kudraiszow, Pedersen, Berntzon, Łaguta
11. [65,88] Pavlic, Huckenbeck, Fajfer, Michelsen
12. [65,57] Gała, Janowski, Pawlicki, Sundström
13. [66,16] Hancock, Huckenbeck, Berntzon, Sundström
14. [65,61] Janowski, Michelsen, Pedersen, Nowak
15. [65,76] Lindbäck, Kudriaszow, Pawlicki, Pavlic
16. [65,53] Łaguta, Doyle, Gała, Fajfer

Biegi nominowane
1. [66,23] Huckenbeck, Sundström, Nowak, Fajfer
2. [65,05] Doyle, Pavlic, Pawlicki, Michelsen
3. [65,26] Pedersen, Gała, Kudriaszow, Lindbäck
4. [65,12] Łaguta, Janowski, Hancock, Berntzon

### Bieg ku pamięci zmarłych gnieźnieńskich żużlowców
1. [66,23] Stalkowski, Krakowiak, Bogdanowicz (u), Lewandowski (dst)

### Półfinały
1. [65,05] Doyle, Janowski, Kudriaszow, Lindbaeck
2. [65,26] Łaguta, Pedersen, Hancock, Huckenbeck

### Finał
1. [65,12] Janowski, Pedersen, Doyle, Łaguta